# 折估錢
折估錢，又称折支錢，是指以物資替代現金來發放俸钱。
折估錢始於唐朝後期。五代時，后汉王章任三司使时，“命所司高估其价，估定更添，谓之‘抬估’，章亦不满其意，随事更令其添估”。孔谦任租庸使時，“以国用不足，奏：‘诸道判官员数过多，请只置节度观察判官、书记、支使、推官各一员，留守置判官各一员，三京府置判官、推官，余并罢俸钱。’又奏：‘百官俸钱虽多，折支非实，请减半数，皆支实钱。’并从之。未几，半年俸复从虚折”。宋真宗时，知制诰杨亿说：“自唐末离乱，国用不充，百官俸钱并减其半，自余别给，一切权罢。官于半俸之中，已是除陌，又于半俸三分之内，其二分以他物给之，鬻于市属使裁得其三”，以至于官员“曾糊口之不及”。